# Viridigona nigrisigna
Viridigona nigrisigna är en tvåvingeart som beskrevs av Stefan Naglis 2003. Viridigona nigrisigna ingår i släktet Viridigona och familjen styltflugor. Inga underarter finns listade i Catalogue of Life.